# Ol Sonuf
Ol Sonuf is een donkere, neo-klassieke metalband die bestaat uit één enkele man genaamd Jason Aaron Wood (gitarist van Todesbonden, ex-Ephermal Sun, ex-Rain Fell Within).
Wood speelt, programmeert en componeert alle muziek voor Ol Sonuf, met de uitzondering van de vrouwelijke vocalen door Laurie Ann Haus (stichter/zangeres van Todesbonden, zangeres van Autumn Tears, ex-Ephemeral Sun, ex-Rain Fell Within en meer).
Ol Sonufs stijl is interessant omdat het moeilijk in een genre te plaatsen is. Het combineert aspecten van Doommetal, Deathmetal, Black metal en Powermetal. Zelfs klassieke muziek komt in verscheidene delen voor. Dit alles zorgt voor epische, melodieuze muziek.

## Releases
Na het uitbrengen van hun 12-track demo Vaoresaji in 2003, begon Ol Sonuf direct te werken aan zijn volgende twee muzikale projecten While Rome Burns en Glass Idols.
While Rome Burns is een concept album dat zich focust op de val van de romeinse keizer Nero en de burgeroorlog en de snelle opvolging van de keizers die volgden in de strijd om macht.
Glass Idols volgt een meer traditionele metal LP-vorm, met geen specifiek thema in zijn tracks. De tracks focussen zich rond allerlei donkere zaken. Glass Idols zal ook een remake bevatten van de tracks The Pain of Understanding en Fugue in C# Minor welke ook al voorkwamen op de Vaoresaji-demo.
De productie van de twee albums is nog steeds bezig, met een geschatte release rond eind 2007.